# Rhytiphora regularis
Rhytiphora regularis là một loài bọ cánh cứng trong họ Cerambycidae.